# Salvadiós (kommunhuvudort)
Salvadiós är en kommunhuvudort i Spanien.   Den ligger i provinsen Provincia de Ávila och regionen Kastilien och Leon, i den centrala delen av landet, 130 km väster om huvudstaden Madrid. Salvadiós ligger 947 meter över havet och antalet invånare är 107.
Terrängen runt Salvadiós är platt. Runt Salvadiós är det mycket glesbefolkat, med 6 invånare per kvadratkilometer. Närmaste större samhälle är Peñaranda de Bracamonte, 9,1 km väster om Salvadiós. Trakten runt Salvadiós består till största delen av jordbruksmark.